# Cost Index
Der Cost Index (Abkürzung: CI, deutsch: Kostenindex) ist ein Begriff aus der Luftfahrt und wird vor allem in der Flugplanung und -management verwendet.

## Hintergrund
Die Flugplanung eines konkreten Fluges kann zugunsten einer hohen Performance oder zugunsten einer hohen Kosteneffizienz in Bezug auf den Verbrauch durchgeführt werden.
Bei einer Planung zugunsten einer hohen Performance ergibt dies in der Praxis eine höhere Anzahl von Flügen pro Abrechnungszeitraum, somit eine höhere Umsatzfrequenz und damit Mehreinnahmen für die Airline. Damit steigen jedoch auch die Kerosinkosten, die von der Geschwindigkeit abhängig sind, sowie die Wartungskosten, die von der Anzahl der Start- und Landezyklen abhängig sind.
Bei einer Planung zugunsten eines geringeren Verbrauches sinkt die Anzahl der Flüge pro Abrechnungszeitraum. Die Umsatzfrequenz sinkt ebenfalls bei jedoch konstanten Fixkosten.
Abhängig von den Kosten für Kerosin kann es daher der Fall sein, dass der Mehrumsatz durch die häufigeren Flüge bei einem performanceorientierten Flug durch die Mehrkosten an Treibstoff und der betriebszyklenabhängigen Wartung aufgezehrt wird.
Da bei der Flugplanung nicht alle betriebswirtschaftlichen Kostenkonten berücksichtigt werden können, reduziert man diese auf eine Zahl, dem sogenannten Cost Index. Er bezeichnet die ideale Balance zwischen Performance und Kraftstoffverbrauch und wird von der Airline festgelegt. Er ist somit ein Maß für die geplante betriebswirtschaftliche Effizienz eines Fluges und kann über die CDU (Control and Display Unit) in das FMS (Flight Management System), welches unter anderem Steig-, Reise- und Sinkgeschwindigkeiten berechnet, eingegeben werden. 

## Definition
Der CI ist wie folgt definiert:
| Cost Index = zeitbedingte Kosten in Währungseinheit pro Zeiteinheit / Treibstoffpreis in Währungseinheit pro Gewichtseinheit |
| --- |

- Beispiel bei Airbus: ($ / Flugminute) / ($ / kg von Fuel)
- Beispiel bei Boeing: ($ / Flugstunde) / (US¢ / lb von Fuel)

Mit anderen Worten spiegelt der Cost Index die relative Wichtigkeit (Beziehung) von zeitbedingten Flugkosten zu Treibstoffkosten wider.
Je geringer der CI, desto höher entweder der Treibstoffpreis und die damit verbundenen Kosten oder desto niedriger die flugstundenbedingten Kosten.
In die flugstundenbedingten Kosten fließen, je nach Flugzeug- bzw. FMS-Hersteller, verschiedene Faktoren mehr oder weniger stark gewichtet ein:
- die direkten Betriebskosten des Flugzeuges
- Cockpitbesatzung
- Kabinenbesatzung
- Leasingkosten des Flugzeuges
- Wartungskosten
  - Flugzeugmaterial
  - Flugzeugwartungsarbeiten
  - Triebwerkmaterial
  - Triebwerkswartungsarbeiten
- andere Kosten

Die Berechnung des CI ist nicht einfach, da nicht alle Kosten genau vorhergesagt werden können. Manche Airlines greifen deswegen eher auf Erfahrungswerte zurück und veranschlagen einen bestimmten CI pro Flugzeugtyp einer Flotte. Andere wiederum versuchen die Kosten so genau wie möglich vorherzusagen und für jeden einzelnen Flug individuell zu berechnen.
Eine Umfrage im November 2005 hat ergeben, dass die meisten Airlines einen pauschalen CI pro Flotte verwenden.